# バンカー・パレス・ホテル
『バンカー・パレス・ホテル』（原題：Bunker Palace Hôtel）は、エンキ・ビラル監督による、1989年製作のフランス映画。
原作はフランスの劇画家(バンド・デシネ)エンキ・ビラルが未来都市を舞台に描いたSFファンタジー作品で、エンキ・ビラルの映画初監督作品。公開当時はフランスの観客動員記録を塗り替えた話題作であった。
宣伝コピー：近未来サイコウのおもてなし、バンカー・パレス・ホテルへ、ようこそ。

## ストーリー
空から容赦なく酸性雨が降り続け、政府軍と反乱軍の戦いが続く世紀末。戦いは終局を迎えようとしていた。政府が壊滅寸前になる事を予知していたのか、大統領は政府高官達に招集をかける。政府高官達は荒れ果てた地上から地下の避難壕「バンカー・パレス・ホテル」へと避難するが、そこで彼らを出迎えたのはホテルに従事するアンドロイド達だった。アンドロイドの従業員達に迎えられ、ディナーをとる高官たち。ところがその場には反乱軍のスパイや高官に変装したスパイが潜入していたのだ。閉ざされた空間の中で高官達は次第に誰が敵なのかを見失い、混乱に陥っていく。さらには絶対安全のバンカー・パレスの壁まで崩れ始め、殺し合いを始める高官達。地上への道を求め決死の脱出劇が図られるが、脱出することのできた地上で見たものはアンドロイド達によって占拠されてしまった地上の世界だった。

## キャスト
- オルム - ジャン＝ルイ・トランティニャン
- クララ - キャロル・ブーケ
- ミュリエル - マリア・シュナイダー
- ソラル - ジャン＝ピエール・レオ
- ニコライ - ブノワ・レジャン
- オルシニ - ヤン・コレット（フランス語版）
- デトゥープ - フィリップ・モリエ＝ジュヌー（フランス語版）
- ザルカ - ロジェ・デュマ（フランス語版）
- 大統領 - ハンス・メイヤー

## スタッフ
- 監督 - エンキ・ビラル
- 助監督 - パトリック・ハルピン
- 製作 - モーリス・ベルナール（フランス語版）
- 脚本 - エンキ・ビラル、ピエール・クリスティン（フランス語版）
- 撮影 - フィリップ・ウェルト
- 美術 - ミッシェル・アベ＝ヴァニエ
- 衣裳デザイン - ニコラス・ハルレ
- マット画 - ジャン＝マリー・バイブス
- 特殊効果 - パトリック・コランドル
- 録音 - ピエール・ガメ
- 音楽 - フィリップ・エデル（フランス語版）、アルノー・ドゥボ
- 編集 - ティエリー・デロクル（フランス語版）、チェリー・レルクル
- 字幕- 松岡葉子
- 製作：AFC、FR3フィルム・プロダクション、テレマ（フランス）

## 賞
- 1990年度フランス・セザール・アワード設定デザイン賞、音響賞ノミネート作品